# Jacques Morisson
Jacques Morisson (Párizs, 1907. március 28. – Párizs, 1964. február 8.) francia jégkorongozó kapus, olimpikon.
A francia válogatottal három jégkorong-világbajnokságon vett részt (1930, 1931, 1935)
Az 1936. évi téli olimpiai játékokon, a jégkorongtornán egy mérkőzésen védett.